# Bonne chance Charlie, le film
Pour plus de détails, voir Fiche technique et Distribution.
Bonne chance Charlie, le film (Good Luck Charlie, It's Christmas!) est un téléfilm de Noêl américain de la collection des Disney Channel Original Movie réalisé par Arlene Sanford et diffusé en 2011.
Il s'agit d'une adaptation de la série télévisée Bonne chance Charlie.

## Synopsis
Pour les fêtes de fin d'année, les Duncan décident de passer leurs vacances chez les parents d'Amy (Leigh-Allyn Baker). Teddy (Bridgit Mendler), elle, veut aller au printemps passer les vacances chez la tante d'Ivy en Floride, pour le Spring Break. Mais sa mère ne la trouve pas assez responsable pour traverser le pays sans adulte. Son père lui dit que si elle était assez responsable pour se payer le billet seule, elle pourrait alors y aller. Alors s'engage une longue discussion au sujet du Spring Break, et une fois arrivés dans l'avion, il manque de place, l'hôtesse annonce alors que la personne qui serait assez responsable pour pouvoir quitter l'avion et prendre le vol suivant recevrait un billet pour la destination de son choix. Teddy se dit alors que c'est l'occasion rêvée et elle et sa maman quittent l'avion. Quand elles arrivent au guichet, elles apprennent qu'il n'y aurait pas de vol pour Palm Springs avant le 26/12, ce qui fait qu'elles auront raté Noël. Elles s'embarquent en car, mais Amy ne supportant pas le long trajet, n'arrêta pas de vomir, le chauffeur décida donc de les jeter du car. Elles marchent ensuite pendant au moins 2 heures et elles trouvent un marchand de voitures, qui leur vend une "Yugo", une voiture très ancienne. Malheureusement, elle ne roule pas très vite, et Amy et Teddy s'endorment dans la voiture n'ayant nulle part où dormir, et le matin, Teddy casse la voiture en voulant remettre le siège. Elles trouvent alors un couple de personnes âgées et les entendent dire qu'elles vont à Las Vegas. Elles décident donc de rester avec eux pour qu'ils les laissent monter dans leur voiture et, arrivées à Las Vegas, elles se font voler leurs valises, puis finalement retrouvent la fille qui les a volé. Amy veut appeler la police, mais la jeune fille lui fait de la peine (elle a perdu ses affaires, elle est sans-abri et sa mère l'a jeté de chez elle.). Teddy décide de lui donner son billet d'avion en lui déclarant que même si ce billet lui avait valu des ennuis, elle préférait faire du bien. Elles essaient donc de rejoindre Palm Springs à tricycle, et demandent à Bob (Eric Allan Kramer), Gabe (Bradley Steven Perry) et P.J. (Jason Dolley) de les rejoindre, mais ils se font kidnapper par des gens déclarant faire une partie de paintball géante, pour trouver la pierre de Mitryos, et en fait c'est le jeu préféré de Gabe en grandeur nature, ils gagnent et Chuck Jablowski leur exauce un vœu. Ils arrivent donc avec Charlie (Mia Talerico), la grand-mère Pétunia (Debra Monk) et le grand-père Hank (Michael Hagan), et Amy annonce une très bonne nouvelle : elle est enceinte d'un cinquième bébé.

## Fiche technique
- Titre original : Good Luck Charlie, It's Christmas!
- Titre français : Bonne chance Charlie, le film
- Réalisation : Arlene Sanford
- Directeur Artistique : Mark Hofeling
- Dates de diffusion :  États-Unis et  Canada : 2 décembre 2011 ;  France : 6 décembre 2011

## Distribution
- Bridgit Mendler (VFB : Mélanie Dambermont) : Teddy Duncan
- Jason Dolley (VFB : Gauthier de Fauconval) : P.J. Duncan
- Bradley Steven Perry (VFB : Maxym Anciaux) : Gabe Duncan
- Leigh-Allyn Baker (VFB : Guylaine Gibert) : Amy Blankenhooper-Duncan
- Mia Talerico (VFB : Nina Peeters) : Charlie Duncan
- Eric Allan Kramer (VFB : Daniel Nicodème) : Bob Duncan
- Debra Monk : Patunia
- Michael Kagan : Hank

## Diffusion internationale
| Pays / Region | Chaîne(s)                           | Diffusion           | Titre                                        |
| ------------- | ----------------------------------- | ------------------- | -------------------------------------------- |
| États-Unis    | Disney Channel                      | Le 2 décembre 2011  | Good Luck Charlie, It's Christmas!           |
| Canada        | Family                              | Le 2 décembre 2011  | Good Luck Charlie, It's Christmas!           |
| Japon         | Disney Channel Japan                | Le 3 décembre 2011  | 「グッドラック・チャーリー／ザ・ムービー」   |
| Argentine     | Disney Channel Latin America        | Le 4 décembre 2011  | ¡Buena Suerte, Charlie! ¡Es Navidad!         |
| Colombie      | Disney Channel Latin America        | Le 4 décembre 2011  | ¡Buena Suerte, Charlie! ¡Es Navidad!         |
| Chili         | Disney Channel Latin America        | Le 4 décembre 2011  | ¡Buena Suerte, Charlie! ¡Es Navidad!         |
| Mexique       | Disney Channel Latin America        | Le 4 décembre 2011  | ¡Buena Suerte, Charlie! ¡Es Navidad!         |
| Équateur      | Disney Channel Latin America        | Le 4 décembre 2011  | ¡Buena Suerte, Charlie! ¡Es Navidad!         |
| Venezuela     | Disney Channel Latin America        | Le 4 décembre 2011  | ¡Buena Suerte, Charlie! ¡Es Navidad!         |
| Pérou         | Disney Channel Latin America        | Le 4 décembre 2011  | ¡Buena Suerte, Charlie! ¡Es Navidad!         |
| Uruguay       | Disney Channel Latin America        | Le 4 décembre 2011  | ¡Buena Suerte, Charlie! ¡Es Navidad!         |
| Brésil        | Disney Channel Brazil               | Le 4 décembre 2011  | Boa Sorte, Charlie! É Natal!                 |
| France        | Disney Channel France               | 6 décembre 2011     | Bonne Chance Charlie, le film                |
| Espagne       | Disney Channel España               | Le 16 décembre 2011 | ¡Buena suerte, Charlie! Un Viaje de Película |
| Portugal      | Disney Channel Portugal             | Le 16 décembre 2011 | Boa Sorte, Charlie! Viagem Fora de Série!    |
| Royaume-Uni   | Disney Channel UK & Ireland         | Le 16 décembre 2011 | Good Luck Charlie : The Road Trip Movie      |
| Hongrie       | Disney Channel Hungary              | Le 16 décembre 2011 | Sok sikert, Charlie - A film                 |
| Tchéquie      | Disney Channel (Czech Republic)     | Le 17 décembre 2011 | Hodně štěstí, Charlie - Vánoce               |
| Pologne       | Disney Channel Polska               | Le 17 décembre 2011 | Good Luck Charlie, to Boże Narodzenie!       |
| Italie        | Disney Channel Italia               | Le 23 décembre 2011 | Buona Fortuna, Charlie! E' Natale!           |
| Belgique      | Disney Channel Nederland/Vlaanderen | Le 23 décembre 2011 | Good Luck Charlie : The Road Trip Movie      |
| Pays-Bas      | Disney Channel Nederland/Vlaanderen | Le 23 décembre 2011 | Good Luck Charlie : The Road Trip Movie      |
| Indonésie     | Disney Channel Asia                 | Le 24 décembre 2011 | Good Luck Charlie, It's Christmas!           |
| Malaisie      | Disney Channel Asia                 | Le 24 décembre 2011 | Good Luck Charlie, It's Christmas!           |
| Philippines   | Disney Channel Asia                 | Le 24 décembre 2011 | Good Luck Charlie, It's Christmas!           |
| Thaïlande     | Disney Channel Asia                 | Le 24 décembre 2011 | Good Luck Charlie, It's Christmas!           |
| Vietnam       | Disney Channel Asia                 | Le 24 décembre 2011 | Good Luck Charlie, It's Christmas!           |
| Allemagne     | Disney Channel Deutschland          | Le 25 décembre 2011 | Meine Schwester, Charlie - Der Film          |